# Paweł Ponka
Paweł Ponka (ur. 20 stycznia 1896 w Bojanie, (Kaszuby), zm. 13 lutego 1979 w Wejherowie) – polski lutnik, zwany kaszubskim Stradivariusem.

## Życiorys
Syn Michała i Matyldy (z domu Zelezińskich). W wieku 14 lat Paweł Ponka zbudował swoje pierwsze skrzypce. W roku 1914 został wcielony przez władze pruskie do armii cesarskiej. Skierowano go do Friemersheim w Nadrenii, gdzie pełnił funkcję telegrafisty.
Od 1920 mieszkał w Gdańsku – Wrzeszczu. W 1922 podjął pracę jako funkcjonariusz w Urzędzie Komisarza Generalnego RP w Wolnym Mieście Gdańsku oraz uzupełnił swoje wykształcenie, kończąc dwuletnią Szkołę Handlową, a także wstąpił do Gminy Polskiej. Dzięki kierownikowi szkoły Feliksowi Ciepłuchowi zaczął trzyletnie studia w klasie wiolonczeli w Konserwatorium Heidesfelda w Gdańsku.
W tym czasie powrócił do swojej lutniczej pasji. Trafił do pracowni przy ulicy Pfefferstadt (ul. Korzenna) znanego gdańskiego mistrza – lutnika Emila Neumanna i wykonał swoje pierwsze prawdziwe skrzypce z metryczką: Paweł Ponka – faciebat Anno 1928.
Po przeprowadzeniu się do Wejherowa Paweł Ponka otworzył swój warsztat lutniczy. Przebudowywał szereg skrzypiec fabrycznych oraz naprawiał inne instrumenty strunowe. W latach 1933-1939 uczestniczył w życiu kulturalnym, grał w kameralnych zespołach, między innymi w orkiestrze pracowników Ubezpieczalni Społecznej w Gdyni. Ponadto wstąpił do Franciszkańskiego Zakonu Świeckich w Wejherowie. W 1939 roku został osadzony w obozie pracy Gross Born, z którego szczęśliwie wrócił do domu. W tym czasie zatrudnił się w warsztacie stolarskim u Nadolskiego w Wejherowie. Dzięki temu uniknął przymusowej pracy w Rzeszy oraz służby wojskowej w Wehrmachcie. W 1942 roku skończył szóste skrzypce własnej konstrukcji.
Po wojnie podjął pracę w Starostwie Morskim, następnie został zatrudniony w Urzędzie Prokuratury Wojewódzkiej w Gdańsku. W 1952 roku przeszedł na rentę. Stworzył  instrument własnego projektu, który nazwał gitarolą. W 1956 roku przyjął I partię wiolonczeli w Miejskim Zespole Instrumentalnym założonym przez Zbigniewa Bojarskiego. Pracował również w Ognisku Muzycznym w Wejherowie. W wieku 66 lat zaangażował  się w pracę z młodzieżą, prowadząc społecznie zespoły muzyczne w Szkole Podstawowej nr 5 w Wejherowie. Przekazał swój warsztat lutniczy synowi Anastazemu.
Zmarł 13 lutego 1979 roku w Wejherowie. Został pochowany na cmentarzu Śmiechowskim. Praca Pawła Ponki została zauważona i doceniona przez Ministra Kultury i Sztuki, który przyznał mu pośmiertne odznaczenie, nazywając jego imieniem ulicę, która biegnie od miejsca jego urodzenia w kierunku północnym.

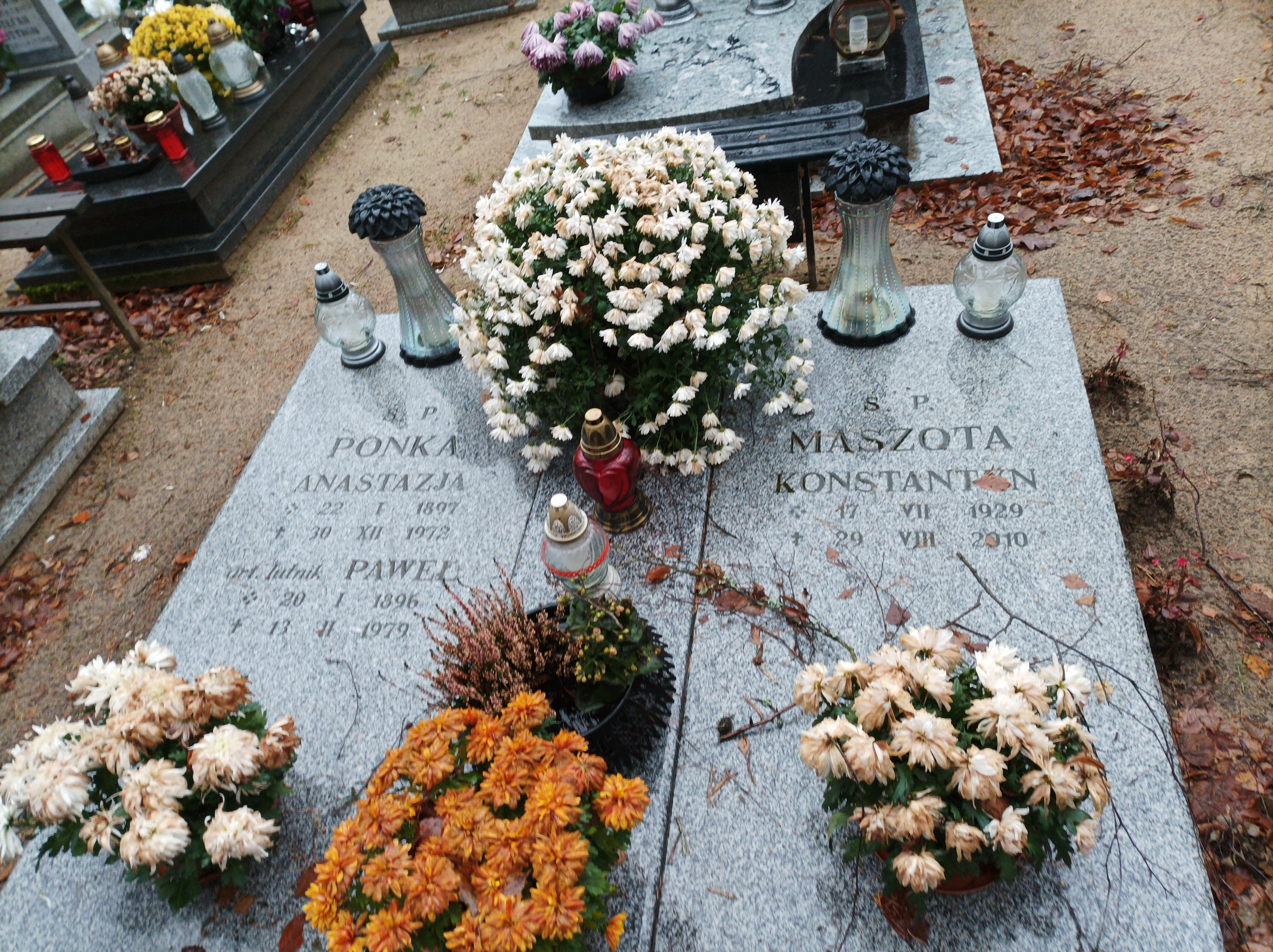
Grób Pawła Ponki na cmentarzu Śmiechowskim w Wejherowie

## Życie prywatne
W 1918 ożenił się z Anastazją Uzdrowską (córką Jana i Franciszki z domu Schrőder). Mieli synów Pawła (ur. 1920), Klemensa (ur. 1922), Bernarda (ur. 1924), Anastazego (ur. 1927) i córki Felicję Marię (ur. 1930) i Elżbietę Anielę (ur. 1933).